# Accidentul feroviar de la Carmont
Accidentul feroviar de la Carmont a avut loc la data de 12 august 2020, când un tren HST al ScotRail a deraiat la ora 9:40 (ora 11:40 a României) în zona satului Carmont, lângă orașul Stonehaven. Este primul accident feroviar fatal din Marea Britanie, la 13 ani după accidentul feroviar de la Grayrigg din 2007, și cel mai grav incident implicând un tren HST în istoria sa recentă în urma accidentului feroviar de la Ufton Nevet din 2004.

## Accidentul
Gara Stonehaven a fost locul unui alt accident pe 10 octombrie 2018, când un tren regional al ScotRail a deraiat peste macaze, întrerupând circulația feroviară timp de 2 zile. De asemenea, pe 22 octombrie 2002, o altă alunecare de teren lângă Carmont a dus la închiderea linii timp de câteva zile.
Cu o zi înaintea accidentului feroviar, Serviciul Meteorologic al Regatului Unit a emis o avertizare de cod portocaliu pentru furtuni în estul Scoției, acestea au dus la inundarea a mai multor linii, printre care și linia care face legătura între Dundee și Aberdeen. La gara Perth, o inundație a avariat un automotor din Clasa 170, care a forțat închiderea gării.
Trenul implicat în accidentul de la Carmont este un tren HST (High Speed Train), format din 4 vagoane Mark 3 și 2 locomotive din Clasa 43 (43030 și 43130), introduse în perioada 1975-1983 de către British Rail. Trenurile utilizate de către Abeillo ScotRail au fost cumpărate la mâna a doua de la Great Western Rail și renovate la Wabtec Doncaster. 
La ora 6:30, trenul 1T08 a plecat din gara Aberdeen spre gara Glasgow Queen Street, unde ulterior a oprit în gara Stonehaven la 7:35, dar a fost forțat să facă cale întoarsă din cauza unei alunecări de teren. Acesta a trecut de fosta gară Carmont, unde a deraiat din cauza unei alte alunecări de teren, doar locomotiva din spate a mai rămas pe șine. În urma accidentului, un călător, mecanicul trenului (Brett McCullough) și conductorul (Donald Dinnie) au murit, iar alți 6 călători, alături de 3 membri ai echipajului au fost răniți. În total, doar 12 persoane se aflau la bordul trenului.
Imagini de la fața locului arată cum vagoanele s-au răsturnat, unul căzând într-o râpă, iar alte două urcându-se peste un alt vagon care a fost îngropat în terasament, vagoanele fiind parțial arse din cauza unui incendiu. Locomotiva care se afla în fața trenului nu a fost găsită pentru moment. În urma deraierii, nori groși de fum au fost vizibili în zona accidentului.
Poliția Transporturilor Britanică a fost alertată la ora 9:43, iar mai târziu, mai multe vehicule ale Serviciului de Ambulanță Scoțian au sosit la fața locului, printre care și două salvări aeriene și un elicopter al pazei de coastă. Oficiul Rutiero-Feroviar și Organizația de Investigații a Accidentelor Feroviare au trimis anchetatori la fața locului.
În urma producerii accidentului, Network Rail, organizația oficială de infrastructură feroviară din Marea Britanie a anunțat că majoritatea liniilor feroviare din țară, proiectate în epoca Victoriană sunt în pericol din cauza alunecărilor de teren. Fenomenele meteorologice extreme, neanticipate de inginerii vremii, sunt cauzate de încălzirea globală. Conform Network Rail, acestea duc la erodarea solului și a terasamentului, pe lângă dilatarea șinelor, și astfel caută soluții pentru a determina cele mai bune metode pentru a preveni asemenea accidente și incidente.
Nicola Sturgeon, șefa guvernului regional scoțian a declarat că incidentul este destul de serios și a transmis condoleanțe celor implicați. Prim-ministrul Boris Johnson a declarat că asemenea accidente feroviare în Marea Britanie sunt destul de rare, și că trebuie analizat efectele ploilor torențiale asupra infrastructurii vulnerabile din țară. Regina Elisabeta a II-a a transmis un mesaj oficial, spunând că ”am aflat cu tristețe mare despre accidentul feroviar”.

## Vezi și
Accidentul feroviar de la Polmont - în 1984, un tren InterCity între Glasgow și Edinburgh a deraiat după ce a lovit o vacă pe șine, ducând la 13 decese și 61 de persoane rănite.